# زنبق الدم
زنبق الدم أو اللًُوف أو الزنبق الناري (الاسم العلمي Scadoxus multiflorus)، هو نبات بصلي ينتشر في معظم أفريقيا جنوب الصحراء من السنغال إلى الصومال إلى جنوب أفريقيا.وينتشر في شبه الجزيرة العربية وهي من النباتات الأصلية في شبه الجزيرة العربية (السعودية، اليمن، عُمان ) ويوجد كذلك في سيشيل. وطّن في المكسيك وفي أرخبيل تشاغوس.
```
تُزرع زنبق الدم بأعتبارها نباتات تزيينية، ينبت في الأكتان الندية الهشة، بين الصخور، وتحت ظلال الأشجار، يعلو من 1300 إلى 2100 ويجود على ارتفاع 1800 م.
[
2
]
```